# Пугач Євген Петрович
Євген Петрович Пугач (8 липня 1935— 19 грудня 2021) — український історик, кандидат історичних наук, професор кафедри нової та новітньої історії історичного факультету, директор Музейного комплексу Харківського національного університету імені В. Н. Каразіна, Заслужений працівник Вищої школи УРСР, Відмінник народної освіти УРСР.

## Біографія
Євген Пугач народився 8 липня 1935 року у селі Піщанка Красноградського району, де його матір працювала вчителем початкових класів. У п'ятнадцятирічному віці поступив до Красноградського педагогічного училища, яке закінчив з відзнакою у 1954 році. Продовжив освіту на історико-філологічному факультеті Харківського державного педагогічного інституту імені Г. С. Сковороди, у 1956 році був переведений на історичний факультет Харківського державного університету імені О. М. Горького(ХДУ), який закінчив у 1959 році. Протягом 1963—1965 років навчався на аспірантурі, потім працював викладачем на кафедрі нової та новітньої історії історичного факультету ХДУ. У 1968 році Євген Пугач успішно захистив кандидатську дисертацію «Політична боротьба у Словаччині 1945 — 1948 рр.» під керівництвом професора Степана Сидельникова, того ж року отримав вчене звання доцента.
У 1968—1973 роках обіймав посаду декана підготовчого факультету для іноземних громадян університету. З 1985 по 1993 р. був проректором з навчальної роботи, паралельно у 1988—1998 роках був завідувачем кафедри нової та новітньої історії. З 1998 року професор цієї кафедри. У 2003 року його було призначено директором Музейного комплексу Харківського національного університету імені В. Н. Каразіна.
В університеті читав загальний курс лекцій «Історія західних і південних слов'ян нового і новітнього часу», а також спеціальні курси: «Рух Опору в країнах Східної і Південної Європи», «Встановлення тоталітарних режимів у країнах Східної Європи», «Джерелознавство нової та новітньої історії», «Національне питання в сучасному світі (на прикладі Східної Європи)» та інші.
У 1995 році Євген Пугач став виконувачем обов'язків Вченого секретаря спеціалізованої Ради Харківського національного університету імені В. Н. Каразіна із захисту докторських дисертацій, входив до складу редколегії ряду історичних збірників, зокрема, «Вісника Харківського національного університету (серія „Історія“)» та ін.
Євген Пугач помер 19 грудня 2021 року.

## Науковий доробок
Є. Пугач є автором більше 40 наукових праць. Під його науковим керівництвом було захищено 7 кандидатських дисертацій.
Основні праці
- Історія західних та південних слов'ян ХХ століття: Навч. посібник. / Є. П. Пугач, С. Ю. Страшнюк, Р. М. Постоловский. — Х.: Око, 1998. — 462 с.
- Харківський університет — рідному місту. — Х., 2004 (у співавторстві).
- Нам нелегко далась Победа…: Воспоминания преподавателей и сотрудников Харьковского университета — участников Великой Отечественной войны / Отв. ред. Е. П. Пугач, составители В. Ю. Иващенко, И. В. Калиниченко, Е. С. Марченко. — Х.: ХНУ имени В. Н. Каразина, 2006. — 132 с.
- Музей історії Харківського університету. Museum of History of Kharkiv University: [Буклет] / Укладачі: В. Ю. Іващенко, І. В. Калініченко, Є. С. Марченко, Є. П. Пугач. — Х.: НМЦ «СД», 2007. — 14 с.
- Пугач Е. П. Политическая борьба в Словакии накануне выборов февраля 1948 г. // Из истории борьбы КПСС за построение социализма и создание коммунистического общества в СССР. — Х., 1965. — Вып.4. — С.193—205.
- Пугач Е. П. Коммунистическая партия Словакии в борьбе за обеспечение победы социалистической революции в Чехословакии // Historica: Zbornik filosofscky facultu universitetu Komenskogo. — Bratislava, 1972. — S.33—60.
- Пугач Е. П. К 30-летию словацкого национального восстания // СС. — 1974. — № 5. — С.25—26.
- Харьковский центр научной славистики (в XIX — нач. XX ст.) / Е. П. Пугач, С. Ю. Страшнюк, Е. Ф. Широкора // ХІ Medzinadny zjazd slavistov: Zb. Resume. — Bratislava, 1993. — S. 287.

## Нагороди та почесні звання
Нагороджувався такими нагородами та почесними званнями:
- орден «Знак Пошани» (1976)
- медаль «За освоєння цілинних земель» (1964)
- медаль «За доблесну працю. В ознаменування 100-річчя з дня народження Володимира Ілліча Леніна» (1970)
- медаль «Ветеран праці» (1988)
- Заслужений працівник вищої школи УРСР (1982)
- Відмінник народної освіти України (1999)
- почесна відзнака «Медаль імені В.Н. Каразіна» (2010)

- Переможець конкурсу «Вища школа Харківщини — найкращі імена» у номінації «Директор вузівського музею» (2005)

### Коментар
1. ↑  За іншими відомостями у селі Петровське Красноградського району
2. ↑  За постановою уряду, студенти-історики педагогічних інститутів були переведені на історичні факультети університетів.
3. ↑  За іншими відомостями навчався в аспірантурі до 1966 року